# Conseil national de maintien de la paix
Le Conseil national de maintien de la paix était l'instance qui gouverna la Thaïlande de février 1991 à mars 1992. Elle fut mise en place après le coup d'État de février 1991 et fut abolie après que le général Suchinda Kraprayoon truqua les élections de mars 1992 pour se faire nommer Premier ministre.